# Поликарпов, Иван Алексеевич
Иван Алексеевич Поликарпов — советский военно-морской деятель, вице-адмирал.

## Биография

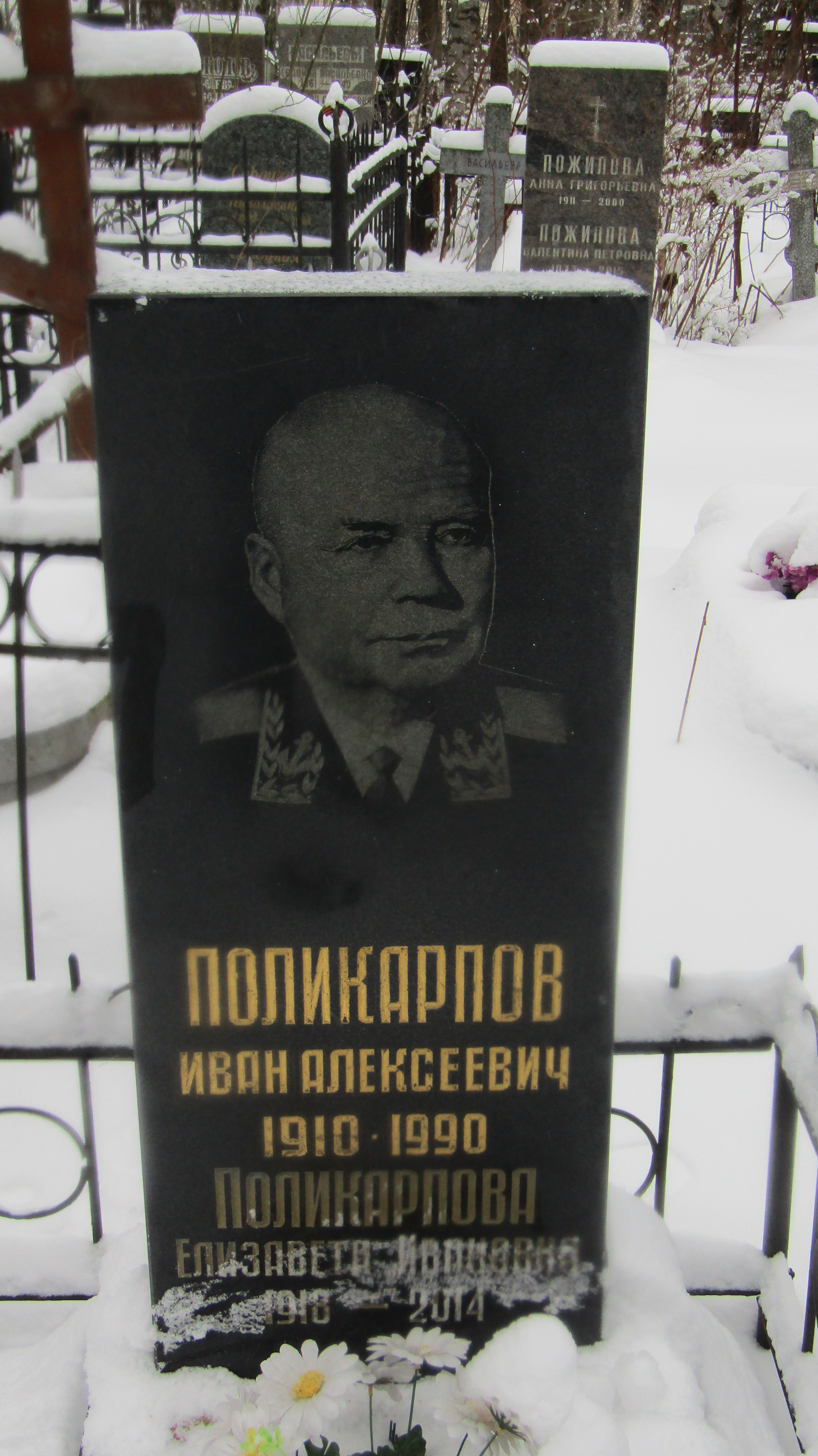
Могила Поликарпова И.А. Серафимовское кладбище, Санкт-Петербург.

Родился в 1910 году в деревне Подберезино. Член КПСС.
С 1932 года — на военной службе, общественной и политической работе. В 1932—1972 гг. — командир штурманского сектора ПЛ М-23 ТОФ, офицер для поручений при заместителе командира ТОФ, с 1938 — помком ПЛ М-8, командир ПЛ Щ-411, командир ПЛ Л-18, командир 8-го дивизиона 3-й бригады ПЛ ТОФ, участник советско-японской войны, начштаба 3-й бригады ПЛ 7-го ВМФ, командир 3-й, 90-й бригады ПЛ 7-го ВМФ, командир 33-й дивизии ПЛ СФ, начштаба и 1-й заместитель командующего подводными силами СФ, заместитель командующего по тылу и начтыла СФ, начальник 24-го института ВМФ, заместитель начальника и начальник командного факультета ВМА.
Умер в Ленинграде в 1990 году.